# Stanisław Henryk Święcicki
Stanisław Henryk Święcicki (ur. 28 lutego 1897 w Warszawie, zm. 16 października 1942 w Warszawie) – adwokat polski, działacz społeczny i konspiracyjny.

## Życiorys

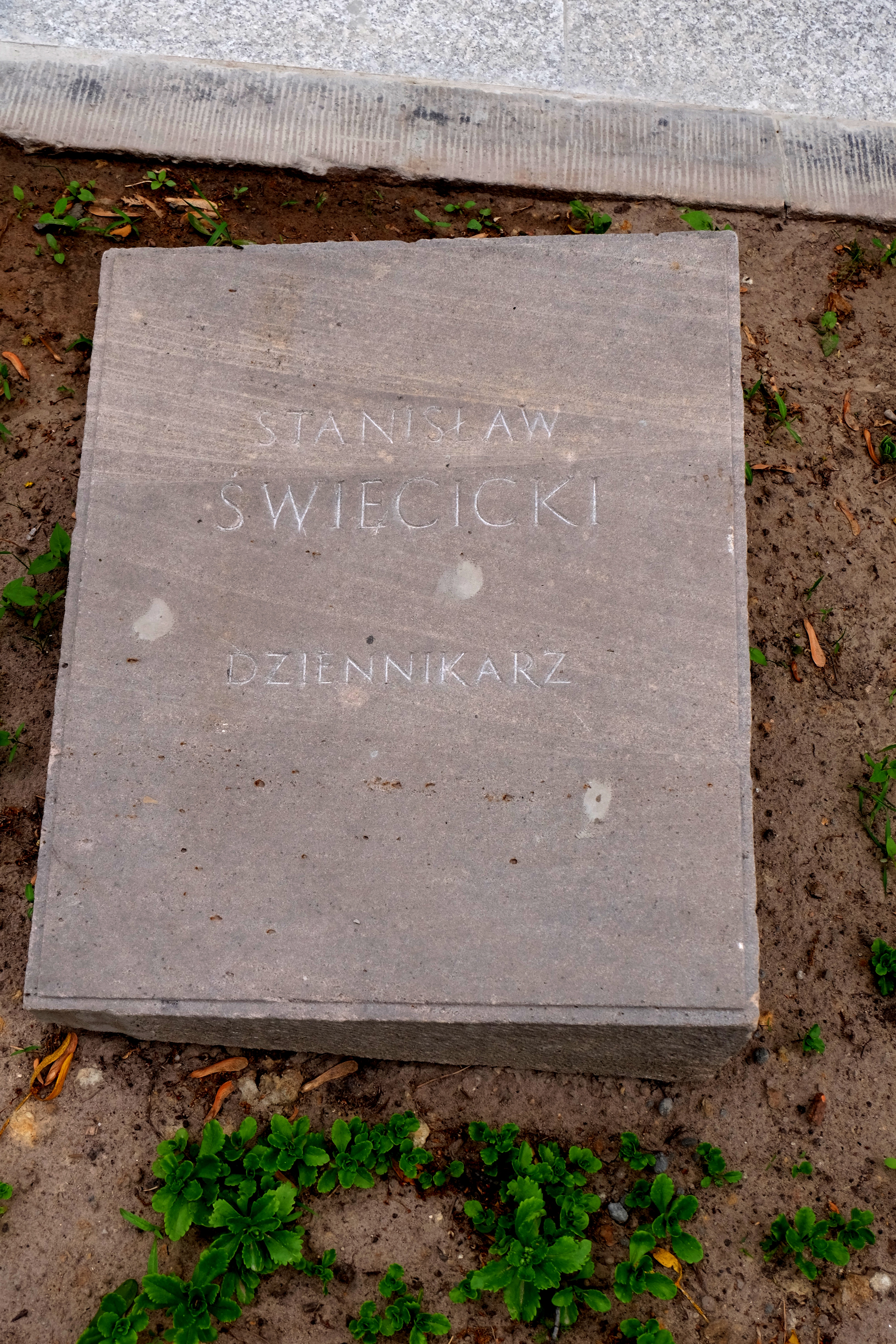
Grób Stanisława Henryka Święcickiego na Cmentarzu Wojskowym na Powązkach w Warszawie

Prowadził kancelarię adwokacką w Warszawie. Od 1937 zasiadał w Radzie Adwokackiej w Warszawie, był jej wicedziekanem. W okresie rządów Sanacji występował jako obrońca w procesach politycznych. Jako członek Klubu Demokratycznego został w 1938 zgłoszony na kandydata do Rady Miejskiej miasta stołecznego Warszawy.
Brał udział w kampanii wrześniowej, następnie w obronie Warszawy pełnił funkcję szefa bezpieczeństwa Komisariatu Cywilnej Obrony Pragi. Działał w Związku Walki Zbrojnej i uczestniczył w pracach Delegatury Rządu na Kraj. 11 maja 1942 został aresztowany przez Niemców, po rozpoznaniu w miejscu publicznym mimo stosowanej charakteryzacji. Więziony na Pawiaku, był torturowany w śledztwie, ale nie wskazał żadnych współpracowników. Zginął 16 października 1942, powieszony w publicznej zbiorowej egzekucji. Jego ciało ekshumowano w 1948 i wraz z innymi ofiarami tej egzekucji pochowano w osobnej kwaterze na wojskowych Powązkach (kwatera C6-4-5).
Święcicki był znany ze swego zamiłowania do „Trylogii” Henryka Sienkiewicza, której całe fragmenty potrafił cytować z pamięci. O jego zamiłowaniu do dzieł Sienkiewicza wspominał m.in. Melchior Wańkowicz na kartach swej autobiograficznej powieści „Ziele na kraterze”. Z kolei kolega z celi na Pawiaku relacjonował, że zabrano go na śmierć, gdy opowiadał fragment „Trylogii”, przy czym celę otwarto w momencie, gdy kończył opowieść sceny porwania przez Kmicica Bogusława Radziwiłła i wykrzyknął słowa: „A ty w ziemię!”